# 2012년 대한민국 언론 노조 파업
이 문서는 2012년 대한민국 언론 노조 파업에 대한 설명으로, 2012년 1월 25일 MBC 기자들의 뉴스 제작 거부에서 시작한 MBC 노조 파업에서 시작되었다. 이후 KBS, YTN, 연합뉴스 등 언론계 전반으로 확산되었다. 사장 퇴진, 불공정 보도 시정 등을 가치로 내걸고 있었다. 파업은 2012년 7월 18일 잠정 중단되었다.

## 배경
2010년 이명박 대통령의 측근인 김재철이 MBC사장으로 취임한 뒤로 MBC는 공정방송으로서 권위가 추락하였다는 비판을 받았다. 뉴스 후 등 시사 프로그램은 폐지되었으며 관련자들은 지방으로 발령나는 '보복성 인사'가 늘어났고, MBC 뉴스데스크는 정권 홍보 방송으로 전락하였다는 혹평을 받았다. 급기야 2011년 한미 FTA 반대시위에선 MBC 기자들이 시위자들에게 쫓겨나기도 하였다. 이에 기자들은 2012년 1월 25일, 파행 보도의 원인인 보도국 인사를 교체하라며 시위를 벌였고, 이 날부터 일부 뉴스 프로그램들이 결방 및 축소되는 사태가 빚어졌다.

## 경과
이에 예능국 등 MBC의 다른 부서들이 합세하여 노조 총파업 투표를 진행하였으며, 투표율 83.4%, 찬성율 69.4%로 총파업이 가결되었다. 이로 인하여 무한도전을 비롯한 다른 몇몇 프로그램들까지 결방되는 사태가 빚어졌는데, 이에 MBC노조는 《제대로 뉴스데스크》, 《파워업 PD수첩》 등을 방영하여 자신들의 뜻을 알렸다. 3월 28일에는 문화방송이 MBC의 명예가 훼손되었다는 이유로 《제대로 뉴스데스크》와 《파워업 PD수첩》 동영상의 접속을 차단하라는 요청에 대하여 한국인터넷자율정책기구의 위원 10명 모두 ‘해당 없음’으로 결론지어 사실상 요청이 거부되었다.
또한 KBS도 2012년 3월 6일 파업에 돌입하면서 《리셋 KBS 뉴스 9》를 유튜브로 올렸으나 KBS 미디어에서 저작권 침해를 이유로 동영상을 차단하였다.
언론노조 KBS본부는 원래 목표인 김인규 사장 퇴진에는 실패하였으나 징계 최소화, 대선 공정방송위원회 구성, 탐사보도팀 부활, 폐지됐던 비판프로그램 부활, 대통령 주례 라디오 연설 폐지 등에 노사가 합의하고, 2012년 6월 8일 오전 5시 부로 업무에 복귀하여 94일 만에 파업을 종료하였다. 그리고, 방송 투쟁으로 전환하여 파업 중인 타 언론사와의 연대를 이어겠다는 굳은 결의를 밝혔다.
2012년 3월 15일 '공정보도 쟁취와 박정찬 사장 연임 저지'를 요구하며 1989년 이후 23년 만에 파업에 들어갔던 연합뉴스 노조는 같은 해 6월 22일에 보도 공정성 제고, 합리적 인사, 뉴스통신 경쟁력 강화, 근로여건 개선, 사내 민주화 제고, 지역취재본부 시스템 개선 및 차별해소 등과 편집권 독립을 위하여 '중간평가를 받는 편집총국장 제도(가칭)' 도입 및 공정보도 책임평가제를 실시하기로 하는 전날(6월 21일) 사측과의 합의안을 통과시켰다. 파업 시작 100일 만에 6월 25일 업무에 복귀하였다.
MBC노조는 2012년 7월 17일 서울특별시 영등포구 여의도동 MBC 본사에서 조합원총회를 갖고 다음날인 7월 18일 오전 9시를 기해 총파업 잠정중단을 결정하였다. 파업을 시작한 지 170일 만의 일이었는데, 이는 MBC 사상 최장 파업 기간이었다. 정영하 노조위원장은 "큰 흐름에서 사장 퇴진 목적은 달성하였다"며 "일상적 업무를 통해 사장 퇴진 압박을 마무리하고 MBC의 실추된 경쟁력과 채널 이미지를 회복하기 위하여 노력한다는 의미의 복귀"라고 하였다. 이어서 "8월 방문진 새 이사진이 들어오면 경영평가를 통해 김 사장 퇴진 해임안을 처리할 것으로 확신한다"면서도 새 이사진이 현재처럼 버티기 국면을 보인다면 다시 싸울 것"이라고 하였다.

## 같이 보기
- 2008년 전국언론노동조합 총파업
- 2017년 대한민국 언론 노조 파업
- 뉴스타파